# Dick Dell
Richard Dell (Washington, 29 settembre 1947) è un ex tennista statunitense.
Anche suo fratello Donald è un ex tennista.

## Carriera
In carriera ha vinto due titoli di doppio, il Japan Open Tennis Championships nel 1972 e il Cincinnati Open nel 1974, entrambi in coppia con Sherwood Stewart. Nei tornei del Grande Slam ha ottenuto il suo miglior risultato raggiungendo i quarti di finale di doppio misto agli US Open nel 1968, in coppia con la connazionale Stephanie Defina.

## Statistiche

### Doppio

#### Vittorie (2)
| Numero | Anno            | Torneo                                 | Superficie | Compagno         | Avversari in finale         | Punteggio     |
| 1.     | 22 ottobre 1972 | Japan Open Tennis Championships, Tokyo | Cemento    | Sherwood Stewart | Marcelo Lara Jeff Simpson   | 6-3, 6-2      |
| 2.     | 6 agosto 1974   | Cincinnati Open, Cincinnati            | Cemento    | Sherwood Stewart | Jim Delaney John Whitlinger | 4-6, 7-6, 6-2 |